# 亚历山大·列松
亚历山大·列奥尼多维奇·列松（俄语：Александр Леонидович Лесун，1988年7月1日—）是白俄羅斯出生的俄罗斯男子现代五项运动员，获得过多次世锦赛和欧锦赛冠军。在2016年里约奥运会上获得现代五项金牌，2022年俄烏戰爭時宣佈不願再代表俄羅斯參賽並辭去在俄羅斯的所有體育職位。